# Sweeney Todd: Đavolji brijač Fleet Streeta (2007.)
Sweeney Todd: Đavolji brijač Fleet Streeta (eng. Sweeney Todd: The Demon Barber of Fleet Street) je filmska adaptacija iz 2007. kazališnog mjuzikla Stephena Sondheima i Hugha Wheelera iz 1979., redatelja Tima Burtona. Priča govori o Sweeneyju Toddu, izmišljenom engleskom brijaču koji, nakon što je poludio nakon gubitka žene i kćeri, počinje ubijati svoje mušterije režući im vratove britvom, uz pomoć svoje pomoćnice, Gđice. Lovett, koja leševe iskorištava za mesne pite.
Zadivljen filmskom kvalitetom Sondheimova mjuzikla još od studenskih dana, redatelj Burton je od ranih osamdesetih razmišljao o filmskoj adaptaciji. Prilika se pružala 2006., kad je DreamWorks objavio da će Burton zamijeniti originalnog redatelja Sama Mendesa, koji je radio na adaptaciji. Sondheim, iako ne izravno povezan s projektom, bio je konzultiran u vezi produkcije filma. U glavnim ulogama nastupaju Johnny Depp kao Sweeney Todd i Helena Bonham Carter kao Gđa. Nellie Lovett. Depp, koji nije bio poznat po pjevanju, uzimao je sate pjevanja kako bi se pripremio za ulogu, što je producent Richard D. Zanuck nazvao kockarskim potezom. Deppovu vokalnu izvedbu, iako kritiziranu zbog manjka glazbene kvalitete, kritičari su ocijenili prikladnom ulozi.
Sweeney Todd: Đavolji brijač Fleet Streeta objavljen je u Sjedinjenim Državama 21. prosinca 2007., a u Ujedinjenom Kraljevstvu 25. siječnja 2008., uz uglavnom odobravajuće recenzije. Odluka Warner Brosa. da ne promovira film kao mjuzikl dovela je do pritužbi gledatelja, koji su smatrali kako su krivo informirani. Film je osvojio brojne nagrade, uključujući Zlatni globus za najbolji mjuzikl, najboljeg glumca u mjuziklu i Oscar za najbolju scenografiju. Iako nije postigao veći financijski uspjeh u Sjedinjenim Državama, jedva vrativši 50 milijuna dolara budžeta, u ostatku svijeta je prošao bolje, a iznjedrio je i soundtrack album i razna DVD izdanja.

## Radnja
Benjamin Barker, vješti brijač, krivo je optužen i osuđen na doživotnu kaznu teške robije u Australiji od strane pokvarenog Suca Turpina, koji žudi za Barkerovom ženom Lucy. Petnaest godina kasnije, pod lažnim imenom "Sweeney Todd", Barker se vraća u London s mornarom Anthonyjem Hopeom. U svojem starom prostoru iznad pekarnice Gđe. Lovett, on otkriva da se Lucy, koju je Turpin silovao, otrovala te da je njihova kći tinejdžerka Joanna sada Turpinova štićenica- i kao njezina majka prije nje, objekt njegove neželjene pažnje. Todd u potrazi za osvetom otvara brijačnicu iznad piterije.
Lutajući Londonom, Toddov suputnik Anthony zapazi Johannu i zaljubi se u nju, ali biva izbačen iz Sučeve kuće zamjereći se Turpinu i njegovu pomoćniku, Beadleu Bramfordu. No, mornar ustraje u svojim željama. U međuvremenu, Todd, tijekom posjeta tržnici prozre trik lažnog talijanskog brijača Adolfa Pirellija koji pokušava prodati lažni losion za rast kose, a kasnije ga ponizi na brijačkom natjecanju. Pirelli i njegov mali pomoćnik Toby posjećuju Toddovu brijačnicu; Lovett odvlači pozornost Tobyju u prizemlju, dok Parlor na katu otkriva kako je on bivši Toddov pomoćnik i pokuša ga ucijeniti. Kako bi zaštitio svoj pravi identitet, Todd ubije Pirellija.
Sudac Turpin, u namjeri da zaprosi Johannu, posjeti Toddovu brijačnicu kako bi se dotjerao. Prepoznavši svog krvnika, Todd opušta suca dok se priprema da mu prereže vrat. Međutim, prije nego što dođe do reza, prekida ih Anthony koji, nesvjestan sučeve prisutnosti, otkrije svoj plan kako osloboditi Johannu. Turpin odlazi bijesan, vičući kako se nikad više neće vratiti. Spriječen u svojoj namjeri, Todd poludi i odluči iskaliti svoj bijes na mušterijama čekajući novu priliku da se osveti Turpinu. Lovett postaje njegova suradnica i predloži mu da se rješavaju leševa radeći od njih mesne pite kako bi poboljšala posao. Todd oduševljeno pristane i preuredi svoju brijačku stolicu kako bi mogao odbacivati trupla izravno u pekarnicu kroz rupu u podu. Kako tjedni prolaze, Toddova se ubojstva množe, a Anthony počne potragu za Johannom, koju je Turpin poslao u Foggovu umobolnicu kao kaznu jer se odbila udati za njega.
Posao brijačnice i pekarnice počne cvjetati, a Lovett uzima mladog Tobyja pod svoje. Anthony konačno otkriva gdje je Johanna, i slijedeći Toddov plan, predstavi se kao šegrt majstora za vlasulje te uspije ući u umobolnicu kako bi ju izvukao. Todd u tome vidi priliku da namami Turpina natrag u brijačnicu pa pošalje Tobyja u sudnicu da dadne sucu do znanja da zna gdje je Johanna. Toby postaje sumnjičav prema Toddu, a po povratku to i kaže Lovett ne znajući za njezinu umiješanost. Obeća joj kako će je zaštiti, a gđica. Lovett uzvrati istom mjerom. Beadle Bamford stiže u brijačnicu gdje ga Todd ubije, a Lovett obavijesti Todda o Tobyjevim sumnjama. Par se uputi u potragu za dječakom, kojeg je Lovett zaključala u podrum pekarnice kako bi ga zadržala. Ne uspijevaju ga pronaći jer se skrio u kanalizaciju nakon što je vidio kako Beadleovo tijelo pada u podrum iz brijačnice. U međuvremenu, Anthony dovodi prerušenu Johannu u brijačnicu, gdje se ona skrije u škrinju u kutu.
Deformirana prosjakinja, koja je tijekom filma dodijavala Toddu, Lovett i Anthonyju, dolazi u brijačnicu. Todd, u strahu da ga ne izda, je ubije nekoliko trenutaka prije Turpinova dolaska, a zatim se konačno osveti korumpiranom Sucu. Johanna proviri iz škrinje u kojoj se skriva, a Todd je opazi i spremi se da joj prereže vrat, ne prepoznavši je. Lovettin vrisak mu skrene pozornost u podrum, gdje mu ona kaže kako je Turpin još bio živ i pokušao je uhvatiti za haljinu prije nego što je iskrvario. Vidjevši trupla u svjetlu pekarske peći, Todd shvati da je prosjakinja bila njegova žena, Lucy, za koju je prema Lovettinim pričama mislio da je umrla od trovanja. Todd shvati da je Lovett znala da je Lucy živa, a ona mu prizna kako je lagala jer ga je voljela i htjela da on oženi nju, i zaboravi poludjelu Lucy. Todd počne manijakalno plesati s Lovett po pekarnici prije nego što ju baci u otvorenu peć. Vrati se k Lucy i počne ljuljati njeno tijelo dok razjareni Toby dolazi iz kanalizacije i uzme Toddovu odbačenu britvu. Todd, želeći da je mrtav, šutke ponudi dječaku da mu prereže vrat, što dječak i učini. Film završava s Toddom kako krvari preko svoje mrtve žene, dok Toby odlazi.

## Glumci
- Johnny Depp kao Benjamin Barker / Sweeney Todd, brijač koji reže vratove svojih mušterija nakon što je poludio zbog gubitka žene i kćeri. Depp je za Sweeneyja Todda čuo 2000., kad mu je Burton dao originalnu izvedbu kazališnog mjuzikla iz 1979. Iako nije bio obožavatelj žanra, Deppu se svidjela obrada mjuzikla, rekavši, "Koliko prilika dobijete za mjuzikl o serijskom ubojici?"[1] Kao glavni utjecaj naveo je Petera Lorrea u Ludoj ljubavi iz 1935., a pjesme koje je njegov lik izvodio vježbao je dok je snimao Pirati s Kariba: Na kraju svijeta.[2] Iako je nastupao u glazbenim grupama, Depp isprva nije bio siguran da li je dorastao stihovima Stephena Sondheima.[1] Depp je snimio demosnimke samog sebe u Zapadnom Hollywoodu, radeći s Bruceom Witkinom kako bi doveo svoj glas u željenu formu bez pomoći kvalificiranog učitelja.[1] Producent Richard Zanuck priznao je kako riskira time što je angažirao Deppa, rekavši kako su "milijuni dolara uloženi na osnovi pretpostavke. Ali rekli smo jedan drugom, 'Johnny je pametan čovjek. On se ne bi doveo u tu poziciju da ne misli da to može učiniti." Sondheim je podupro izbor glumaca, rekavši "Mislio sam da ima lagan bariton... Sviđa mi se kao glumac, uvijek jest. Zbrojivši sve, nisam oklijevao ni jednog trenutka."[1] Rekao je Deppu kako će njegova izvedba biti više glumačka nego pjevačka,[2] iako je na kraju izbačeno puno dijaloga Sweeneyja Todda. Prema Deppu, "Bojali smo se da ne dođe do toga da on ne gleda mnogo ljudi u oči, ili s druge strane previše" - ideju koju je Burton usporedio s Borisom Karloffom i drugim glumcima iz klasičnih horor filmova, gdje "njegove oči i glazba (...) pričaju priču."[3] Depp je odlučio ulozi pristupiti na punk rock način,[4] navevši kao inspiracije Anthonyja Newleyja i Iggyja Popa.[3]
- Helena Bonham Carter kao Gđa. Lovett, Toddova pomoćnica, koja iskorištava trupla za svoje mesne pite. Bonham Carter je za ulogu koju je željela još od djetinjstva angažirao Tim Burton, a htjela je i dokazati kako nije bilo nepotizma pri njenom odabiru.[5] Provela je tri mjeseca u drugom stanju tijekom produkcije filma vježbajući pjevanje s Ianom Adamom,[6] a Sondheim je pregledao dvanaest njezinih vrpci s audicije, rekavši "Čak je i u studiju, obučena u prnje, prelijepa i seksi."[1] Bonham Carter provela je i mnoge sati učeći kako peći pite. Lik gđe. Lovett često pjeva dok izvodi još nešto, što je Bonham Carter komentirala kao "Olimpijadu izvođenja više zadataka".[7] Pripale su joj vjerojatno najteže pjesme u filmu, kao što je "By the Sea". Glumica se prisjetila kako se Angela Lansbury (originalna gđa. Lovett) konzultirala sa Sondheimom o tome kako će disati dok izvodi pjesme; Sondheim je odgovorio kako u glazbi nije ostavio mjesta za disanje.[8]
- Alan Rickman kao Sudac Turpin, zli sudac koji je osudio Todda, silovao mu ženu i posvojio njegovu kćer Johannu kao svoju "štićenicu" kojom se sada namjerava oženiti. Rickman je rekao, "Glazba je konstantna, ubacuje se i izbacuje iz dijaloga i pjesme. Budući da se nalazi u pravim sobama i pravim prostorima, prijelaz s govora na pjevanje postaje prirodnije."[7]
- Timothy Spall kao Beadle Bamford, Turpinov osobni pomoćnik.
- Sacha Baron Cohen kao Davey Collins / Signor Adolfo Pirelli, Toddov omraženi rival i bivši pomoćnik. Baron Cohen je na audiciji pjevao pjesme iz Guslača na krovu; Burton je komentirao, "Da smo barem imali kameru, jer je doslovno prešao cijeli opus".[9]
- Laura Michelle Kelly kao Lucy Barker / Prosjakinja, Toddova žena.
- Jayne Wisener kao Joanna Barker, Toddova kćer i štićenica Suca Turpina.
- Jamie Campbell Bower kao Anthony Hope, mornar koji se sprijateljuje s Toddom i zaljubi u Johannu.
- Ed Sanders kao Tobias "Toby" Ragg, Pirellijev mladi pomoćnik koji se kasnije pridružuje Toddu i Lovett. Rane godine je proveo u sirotištu, nakon čega ga je uzeo Pirelli.

## Produkcija

### Razvoj
Tim Burton je prvi put vidio kazališni mjuzikl Stephena Sondheima, Sweeney Todd: Đavolji brijač Fleet Streeta, kao student CalArtsa u Londonu 1980. Iako nije bio ljubitelj žanra, Burtona je zadivio filmski potencijal mjuzikla, a otišao je na još nekoliko izvedbi. Opisao ga je kao nijemi film s glazbom, a bio je "zaslijepljen i glazbom i osjećajem stravičnosti." Kad mu se redateljska karijera razmahala u osamdesetima, Burtona je kontaktirao Sondheim spomenuvši mu filmsku adaptaciju, ali ništa se nije ostvarilo. Prema Sondheimovim riječima, "Burton je odustao i krenuo raditi druge stvari."
U međuvremenu, redatelj Sam Mendes je nekoliko godina radio na filmskoj verziji, a u lipnju 2003. Sondheim je upitan da napiše scenarij. Iako je odbio ponudu, Mendes i producent Walter Parkes su dobili njegovo odobrenje da angažiraju scenarista Johna Logana. Logan je prije toga surađivao s Parkesom na Gladijatoru, a tvrdio je da mu je najveći izazov pri adaptaciji Sondheimova mjuzikla "bilo uzimanje rastegnutog, veličanstvenog broadwayskog mjuzikla i njegovo pretvaranje u filmsko ostvarenje, odnosno emocionalno iskren film. Na pozornici možete koristiti zbor koji će predstavljati ljude iz Londona, ali mislim da bi to u filmu bilo prenošenje u film." Mendes je odustao od projekta kako bi režirao film Gušteri iz 2005., a Burtona je produkcija privukla nakon što je njegov projekt, Ripley's Believe It or Not, propao zbog prevelikog budžeta.
DreamWorks je u kolovozu 2006. objavio kako Burton preuzima projekt te kako je Depp dobio ulogu Todda. Kad je preuzeo projekt, Burton je s Loganom prepravio scenarij. Adaptacija trosatnog mjuzikla u dvosatni film zahtijevala je neke promjene. Neke pjesme su skraćene, dok su druge potpuno izbačene. Christopher Lee, Peter Bowles, Athony Stewart Head i drugih pet glumaca trebali su igrati pet pripovjedača duhova, ali su njihove uloge izbačene. Prema Leeju, ova izostavljanja su izazvana zbog vremenskog ograničenja uzrokovanog prekidom snimanja u ožujku 2007., dok se Deppova kćer oporavljala od bolesti. Burton i Logan su smanjili i druge sporedne elemente, kao što je romansa između Toddove kćeri Johanne i Anthonyja, kako bi se fokusirali na odnos Todda, gđe. Lovett i Tobyja.

### Snimanje
Snimanje je počelo 5. veljače 2007. u Pinewood Studios, a dovršeno je 11. svibnja, unatoč kratkom prekidu kad je Deppova kćer ozbiljno oboljela. Burton je htio snimati u Londonu, gdje se osjećao "kao kod kuće" još otkad je snimao Batmana 1989. Scenograf Dante Ferretti osmislio je mračniji, još strašniji London adaptiravši Fleet Street i njegovu okolicu. Burton je isprva planirao minimalno koristiti setove i snimati ispred zelenog ekrana, ali se predomislio, rekavši kako su fizički setovi pomogli glumcima da se užive u mjuzikl: "Pjevanje glumaca ispred zelenog ekrana činilo se potpuno otuđujuće." Depp je osmislio vlastiti izgled Todda. Jaka purpurna i smeđa šminka oko očiju trebala je sugerirati izmučenost i bijes, kao "da nikad nije spavao".
Burton je inzistirao da film bude krvav, jer je smatrao kako to nedostaje kazališnim verzijama. Za njega, "Sweeneyju krv predstavlja emocionalni odušak. To je više katarza nego književna stvar." Producent Richard D. Zanuck je rekao da "Burton ima vrlo jasan plan koji želi prenijeti u nadrealno, gotovo stilizacija kao u Kill Bill. Radili smo testove i pokuse s rezanjem vratova, šikljanjem krvi. Sjećam se da sam rekao Timu, 'Bože, usudimo li se mi to napraviti?'" Na setu je lažna krv obojena u narančasto kako bi se točno odražavala u boji smanjene zasićenosti korištenoj u filmu, a članovi ekipe su nosili najlonska odijela kako se ne bi zamrljali tijekom snimanja. Ovaj stravični pristup učinio je studio nervoznim, a takvo se stanje zadržalo dok Warner Bros., DreamWorks i Paramount nisu osigurali 50 milijuna dolara za budžet filma. Burton je rekao, "studio nije stvarao probleme oko toga, a prihvatili su ga jer su znali o čemu govori mjuzikl. Svaki film je rizik, ali je lijepo biti u mogućnosti raditi nešto što se ne uklapa u kategorije mjuzikla ili filma o serijskim ubojicama."

### Glazba
Sweeney Todd se pridružio Edu Woodu kao drugi film u Burtonovoj karijeri s glazbom koju nije skladao Danny Elfman. Burton je htio izbjeći tradicionalni pristup s pjesmama koje prekidaju dijalog. Izbacio je slavnu uvodnu pjesmu, "The Ballad of Sweeney Todd", objasnivši, "Zašto bi zbor pjevao 'priču o Sweeneyju Toddu' kad to jednostavno možete drugačije riješiti?" Sondheim je objavio kako, u procesu adaptiranja mjuzikla na film, radnja mora ostati dirljiva. Mike Higham, glazbeni producent filma, poslao mu je MP3 datoteke sa skraćenim pjesmama kako bi ih odobrio. Još je nekoliko pjesama izbačeno, a Sondheim je naglasio da je bilo "mnogo promjena, dodataka i brisanja... ako vam se sve to sviđa, mislim da ćete se odlično provesti." Kako bi se stvorio monumentalniji, filmski osjećaj, glazbu je reorkestrirao originalni dirigent mjuzikla, Jonathan Truck, koji je povećao broj glazbenika s 27 na 78.
Soundtrack Sweeney Todd: The Demon Barber of Fleet Street Deluxe Complete Edition objavljen je 18. prosinca 2007. U New York Timesu su Deppovo pjevanje opisali kao "hrapavo i tanko, ali nevjerojatno snažno." Anthony Thomasini dodaje da, iako Deppov glas "nema puno težine ili snage", "njegovo uho je očito izvanredno jer mu je intonacija nevjerojatno točna... Osim njegove intonacije i stila, ekspresivna boja njegova pjevanja je ključna za njegov portret. Ispod te Sweeneyjeve prazne i zlovoljne vanjštine je čovjek obuzet smrtnim bijesom koji prijeti da će se izliti svaki put kad polako udahne i krene govoriti. I kad pjeva, njegov glas pucketa i slama se tugom."

#### Popis pjesama
Autor glazbe i stihova je Stephen Sondheim.
1. "Opening Title" - 3:30
2. "No Place Like London" - Jamie Campbell Bower i Johnny Depp - 5:31 **
3. "The Worst Pies in London" - Helena Bonham Carter - 2:23
4. "Poor Thing" - Helena Bonham Carter i Johnny Depp - 3:09 **
5. "My Friends" - Johnny Depp i Helena Bonham Carter - 3:48
6. "Green Finch and Linnett Bird" - Jayne Wisener - 2:16
7. "Alms! Alms!" - Laura Michelle Kelly i Jamie Campbell Bower - 1:16 * ***
8. "Johanna" - Jamie Campbell Bower - 1:57
9. "Pirelli's Miracle Elixir" - Edward Sanders, Johnny Depp i Helena Bonham Carter - 2:00
10. "The Contest" - Sacha Baron Cohen, Johnny Depp i Timothy Spall - 3:39 **
11. "Wait" - Helena Bonham Carter i Johnny Depp - 2:38
12. "Ladies in Their Sensitivities" - Timothy Spall i Alan Rickman - 1:23 *
13. "Pretty Women" - Alan Rickman i Johnny Depp - 4:27 **
14. "Epiphany" - Johnny Depp, Helena Bonham Carter i Jamie Campbell Bower - 3:16
15. "A Little Priest" - Helena Bonham Carter i Johnny Depp - 5:15 **
16. "Johanna" (Repriza) - Jamie Campbell Bower, Johnny Depp i Laura Michelle Kelly - 5:42
17. "God, That's Good!" - Edward Sanders i Helena Bonham Carter - 2:46
18. "By the Sea" - Helena Bonham Carter i Johnny Depp - 2:19
19. "Not While I'm Around" - Edward Sanders i Helena Bonham Carter - 4:11 **
20. "Final Scene" - Helena Bonham Carter, Johnny Depp, Laura Michelle Kelly, Alan Rickman, Jamie Campbell Bower i Jayne Wisener - 10:21 * ***

* Nedostaje na verziji soundtracka Highlights.
** Pjesme koje su značajno duže nego na Highlights.
*** Pjesma koja je ili napisana posebno ili adaptirana za film.

## Premijera
Sweeney Todd: Đavolji brijač Fleet Streeta službeno je premijerno prikazan u Sjedinjenim Državama 21. prosinca 2007. u 1 249 kina, a u početnom je vikendu zaradio 9,300,805 dolara. Svjetske su premijere uslijedile tijekom siječnja i veljače 2008., a film je odlično prošao u Ujedinjenom Kraljevstvu i Japanu. Sweeney Todd je u Sjedinjenim Državama i Kanadi zaradio 52,9 milijuna dolara, te 99,62 milijuna na drugim tržištima, odnosno ukupno 152,52 milijuna dolara.

## Kritike
Iako je Stephen Sondheim bio oprezan pri procjeni filmske adaptacije svog mjuzikla, bio je impreioniran rezultatima. Javna reakcija bila je vrlo dobra - prema podacima od 16. rujna 2008. na Rotten Tomatoesu, 86 posto od 192 recenzija je bilo pozitivno. Metacritic je prikupio 39 recenzija uz ocjenu od 83 posto. Sweeney Todd pojavio se na mnogim ljestvicama deset najboljih filmova godine raznih filmskih kritičara.
Časopis Time ga je ocijenio s A- i dodao, "Burton i Depp natopljavaju briljantni hladni čelik glazbe Stephena Sondheima s velikom strašću. Helena Bonham Carter i izvrsna sporedna glumačka postava usmjeravaju pažnju na ovu glazbenu noćnu moru. Krvavo je sjajan." Richard Corliss iz Timea nazvao je film jednim od deset najboljih 2007. po svojem izboru, smjestivši ga na peto mjesto. Roger Ebert iz Chicago Sun-Timesa dao mu je četiri zvjezdice, hvaleći Burtonov vizualni stil. Todd McCarthy je u svojoj recenziji za Variety nazvao film "u isto vrijeme oštroumnim i plitkim" te "zadovoljajućom filmskom verzijom kazališnog mjuzikla Stephena Sondheima iz 1979. ... stvari su ispale dobro zahvaljujući visoko fokusiranoj režiji Tima Burtona, ekspertnom poslu scenarista Johna Logana te mučnim i vještim izvedbama Johnnyja Deppa i Helene Bonham Carter. Okupljena umjetnička mješavina potvrđuje da će film požeti puno veću publiku da vidi čisti Sondheimov mjuzikl, iako njihov broj ovisi o količini tolerancije publike na kante krvi, te stupnja do kojeg će se mase opirati zadahu intelektualnosti."
Chris Nashawaty iz Entertainment Weeklyja ocijenio je film s A-, rekavši, "Deppov visoki glas natjera vas na razmišljanje koje još trikove skriva... Gledajući Deppova brijača kako rukuje sa svojim britvama... nije se teško prisjetiti kako Edward Škaroruki oblikuje živicu u životinjske oblike prije osamnaest godina... i svu tu pomaknutu ljepotu ne bi ni vidjeli da se Burton i Depp nisu upoznali." Peter Travers je u Rolling Stoneu dao filmu tri i pol od četiri zvjezdice te dodao, "Sweeney Todd je triler-diler od početka do kraja: zastrašujuć, monstruozno smiješan i melodično uzbudljiv ... film je krvavo čudo, intiman i epski, užasan i srceparajući dok leti na krilima Sondheimove gromoglasno uzbudljive glazbe." Kao i Time, i Travers je film naveo kao peti najbolji 2007. Kirk Honeycutt iz The Hollywod Reportera je rekao, "Krv uz glazbu je jako uznemirujuće. Sve teče protivno očekivanjima. Burton gura tu krv u lice publici da osjeti ludilo i destruktivni bijes Sweeneyjeve opsesije. Uz svoju snažnu glumu i iznenađujuće dobar glas, Depp je Sweeney Todd za sva vremena." Harry Knowles ocijenio je film jako pozitivno, nazvavši ga Burtonovim najboljim filmom poslije Eda Wooda, svoga omiljenog Burtonova filma, te je dodao kako je možda još i bolji. Pohvalio je sve glumce i fotografiju, ali i naglasio kako se film vjerojatno neće svidjeti publici koja ne voli mjuzikl zbog dominirajuće glazbe u filmu.
Nisu sve recenzije bile pohvalne. Cole Haddon s film.com bio je kritičan prema pjevanju Deppa i Bonham Carter te korištenju digitalno generiranih snimki. Davši na znanje svoj stav, Haddon je rekao kako je njegova negativna recenzija filma "suprotna svemu što čitate okolo". Dodao je, "Stojim sam protiv masa.", ciljajući na opće kritičko oduševljenje filmom.

## Marketing
Marketing filma je kritiziran jer nije promovirao film kao mjuzikl. Michael Halbestram iz Writer's Theatrea je rekao, "Ne naglašavajući glazbu u tolikoj mjeri kao što je to učinjeno u traileru, moguće je da su producenti bili milostivi prema nama - taktika koja ne može na kraju završiti ničim nego suzama." U Ujedinjenom Kraljevstvu je veliki broj publike izašao iz kina nakon što je shvatio da se radi o mjuziklu. Producent Walter Parkes je izjavio, "Sve ove stvari koje se mogu nazvati teškoćama mogu se nazvati i najvećim vrlinama filma."

## Nagrade i nominacije
Sweeney Todd: Đavolji brijač Fleet Streeta nominiran je za četiri Zlatna globusa, a osvojio je dva. Film je osvojio nagradu za najbolji film u kategoriji mjuzikla, a Johnny Depp za svoju ulogu Sweeneyja Todda. Tim Burton je bio nominiran za najboljeg redatelja, a Helena Bonham Carter za svoju izvedbu u ulozi Gđe. Lovett. Film se našao i na popisu deset najboljih filmova 2007. po izboru Nacionalnog ureda za kritiku, a Burton je osvojio njihovu nagradu za režiju. Film je bio nominiran i za dvije BAFTA nagrade, za kostimografiju i šminku. Sweeney Todd je bio nominiran i za tri Oscara: za najboljeg glavnog glumca (Depp), najbolju kostimografiju i najbolju scenografiju, koji je osvojio. Depp je osvojio nagradu za najboljeg zlikovca na dodjeli MTV-jevih filmskih nagrada 2008.

## Kućna izdanja
Film je 1. travnja 2008. objavljen na DVD-u za sjevernoameričko tržište, a u Ujedinjenom Kraljevstvu 19. svibnja. Blu-ray disc izdanje dostupno je u Australiji, a 25. lipnja je objavljeno da će film u Sjevernoj Americi biti objavljen 21. listopada. I HD DVD izdanje je najavljeno za isti datum, ali je Paramount zbog prekida ovog formata otkazao ovu verziju u korist međunarodne distribucije Blu-ray izdanja.

## Vanjske poveznice
- Službena stranica  Arhivirana inačica izvorne stranice od 3. ožujka 2011. (Wayback Machine)
- Sweeney Todd: Đavolji brijač Fleet Streeta u internetskoj bazi filmova IMDb-a
- Sweeney Todd: Đavolji brijač Fleet Streeta na Box Office Mojo
- Sweeney Todd: Đavolji brijač Fleet Streeta na Rotten Tomatoes